# 大御門村
大御門村（おおみかどそん）は、鳥取県八頭郡にあった村。
後醍醐天皇が隠岐を脱出後、この地に行宮されたときに、西御門と命名されたことが地名の起源である。

## 歴史
- 1889年（明治22年）10月1日 - 町村制の施行により、八東郡西御門村・一谷村・殿村・大門村の区域をもって発足。
- 1896年（明治29年）4月1日 - 所属郡が八頭郡に変更。
- 1953年（昭和28年）5月5日 - 郡家町・国中村・下私都村と合併し、改めて郡家町が発足。同日大御門村廃止。

## 村長
- 石破市造（石破二朗の父、石破茂の祖父）

## 戸口
1892年の戸数227、人口1145。

## 出身人物
- 石破二朗（官僚、政治家） - 政治家石破茂の父